# روکسان بارکر
روکسان بارکر (انگلیسی: Roxanne Barker؛ زادهٔ ۶ مهٔ ۱۹۹۱) بازیکن فوتبال اهل آفریقای جنوبی است.
از باشگاه‌هایی که در آن بازی کرده‌است می‌توان به باشگاه فوتبال پورتلند تورنز اشاره کرد.
وی همچنین در تیم ملی فوتبال زنان آفریقای جنوبی بازی کرده‌است.